# Trespen
Die Trespen (Bromus) sind eine Pflanzengattung innerhalb der Familie der Süßgräser (Poaceae). Die etwa 160 Arten sind fast weltweit verbreitet.

## Beschreibung

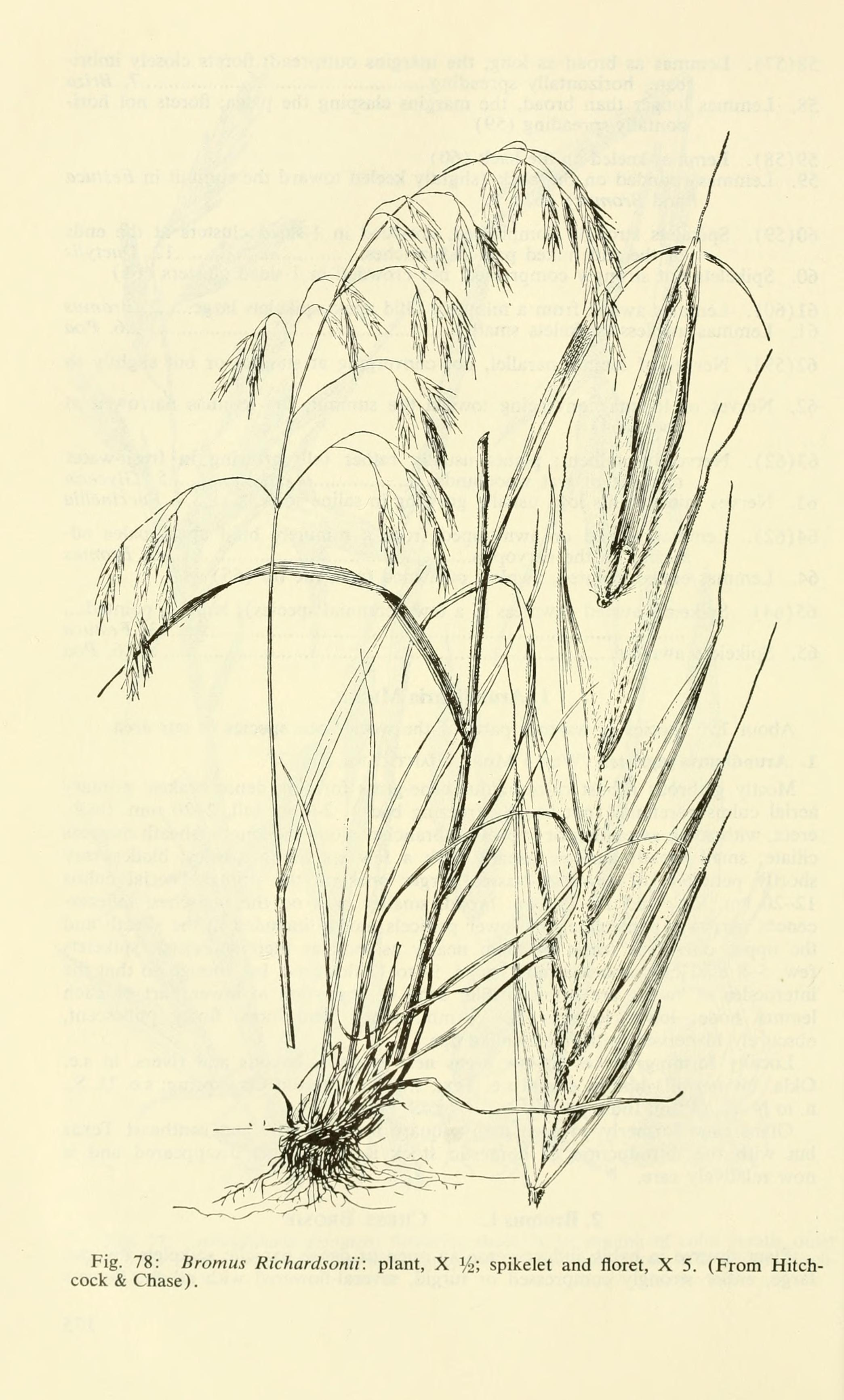
Illustration aus Aquatic and wetland plants of southwestern United States, 1972 von Bromus richardsonii

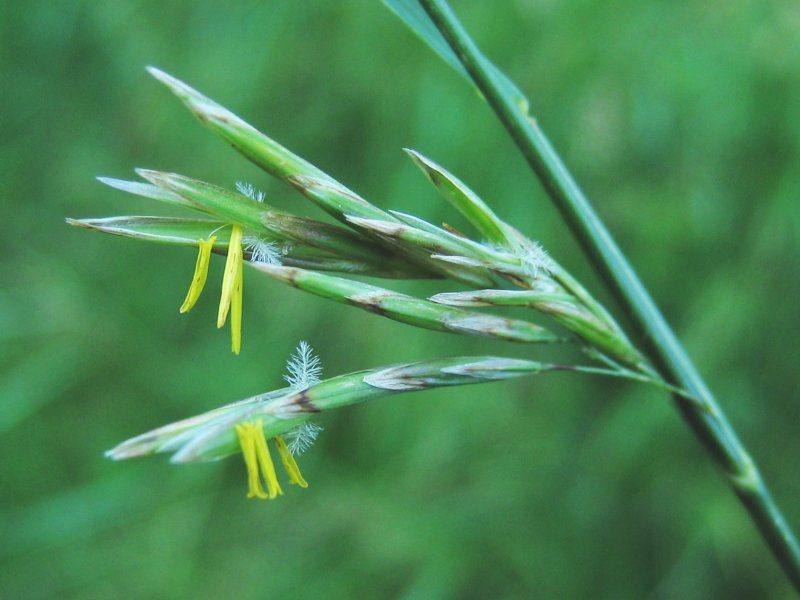
Unbegrannte Trespe (Bromus inermis) in Blüte

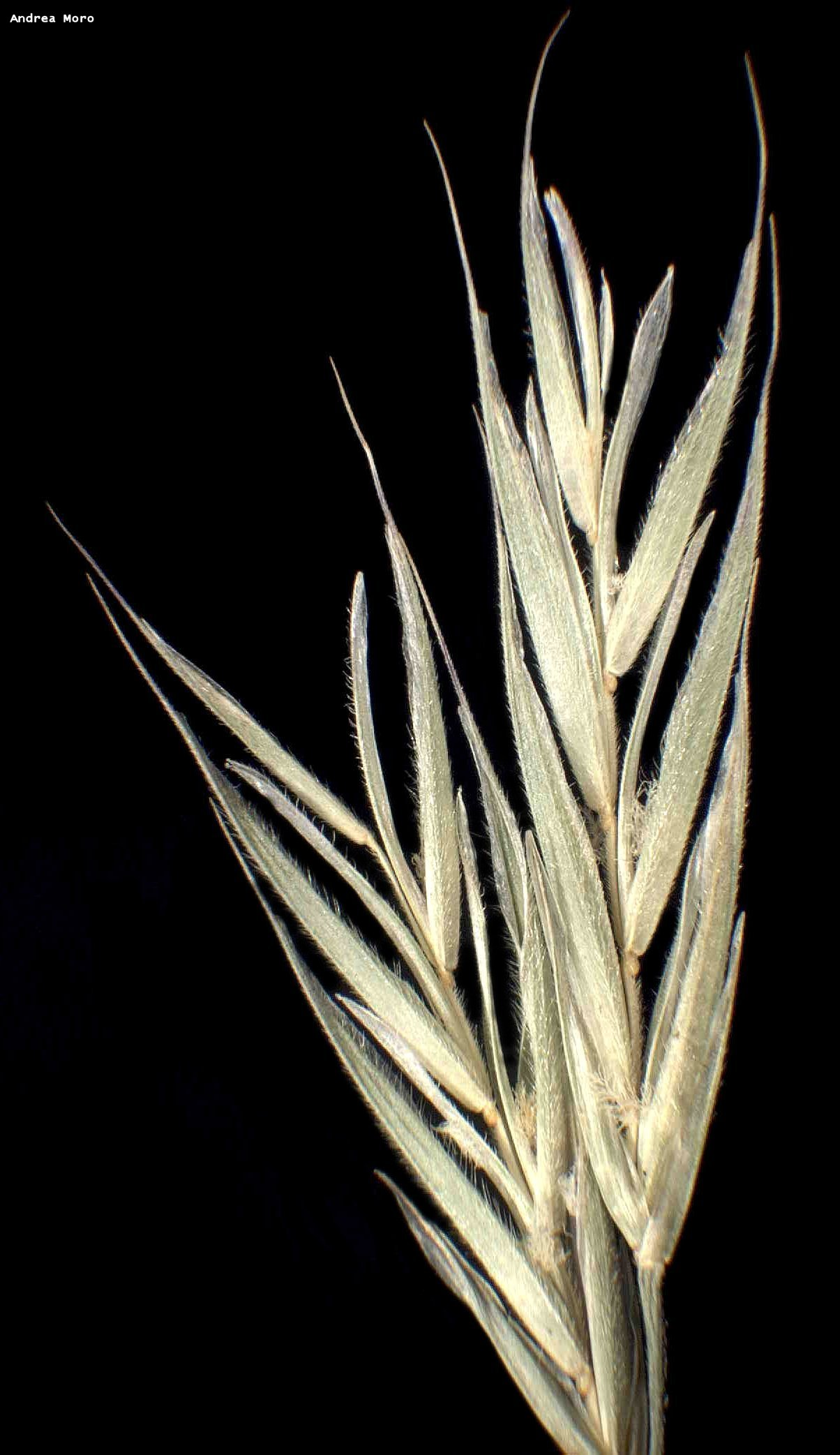
Ausschnitt eines Fruchtstands der Aufrechten Trespe (Bromus erectus)

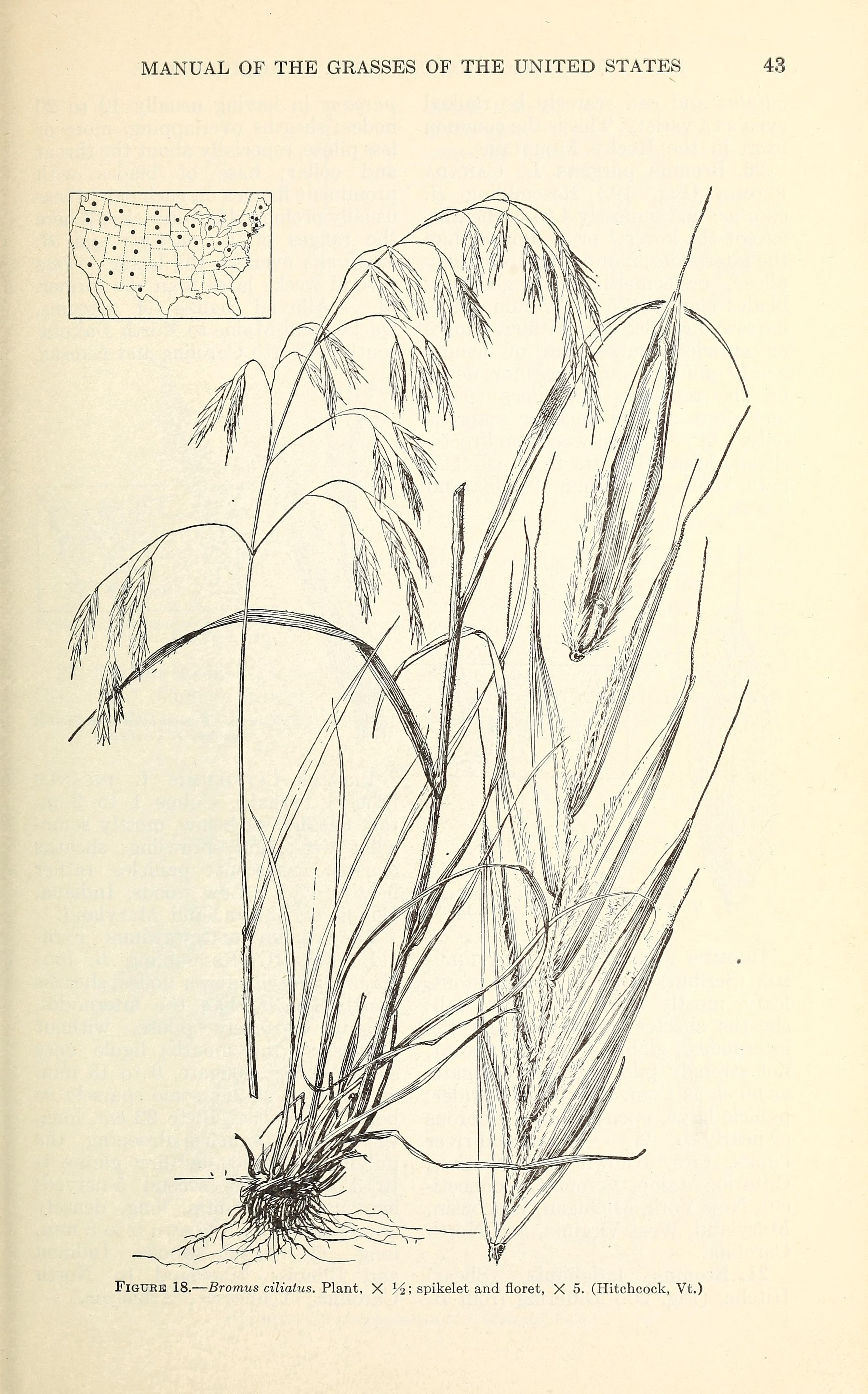
Illustration aus Manual of the grasses of the United States, S. 43 von Bromus ciliatus

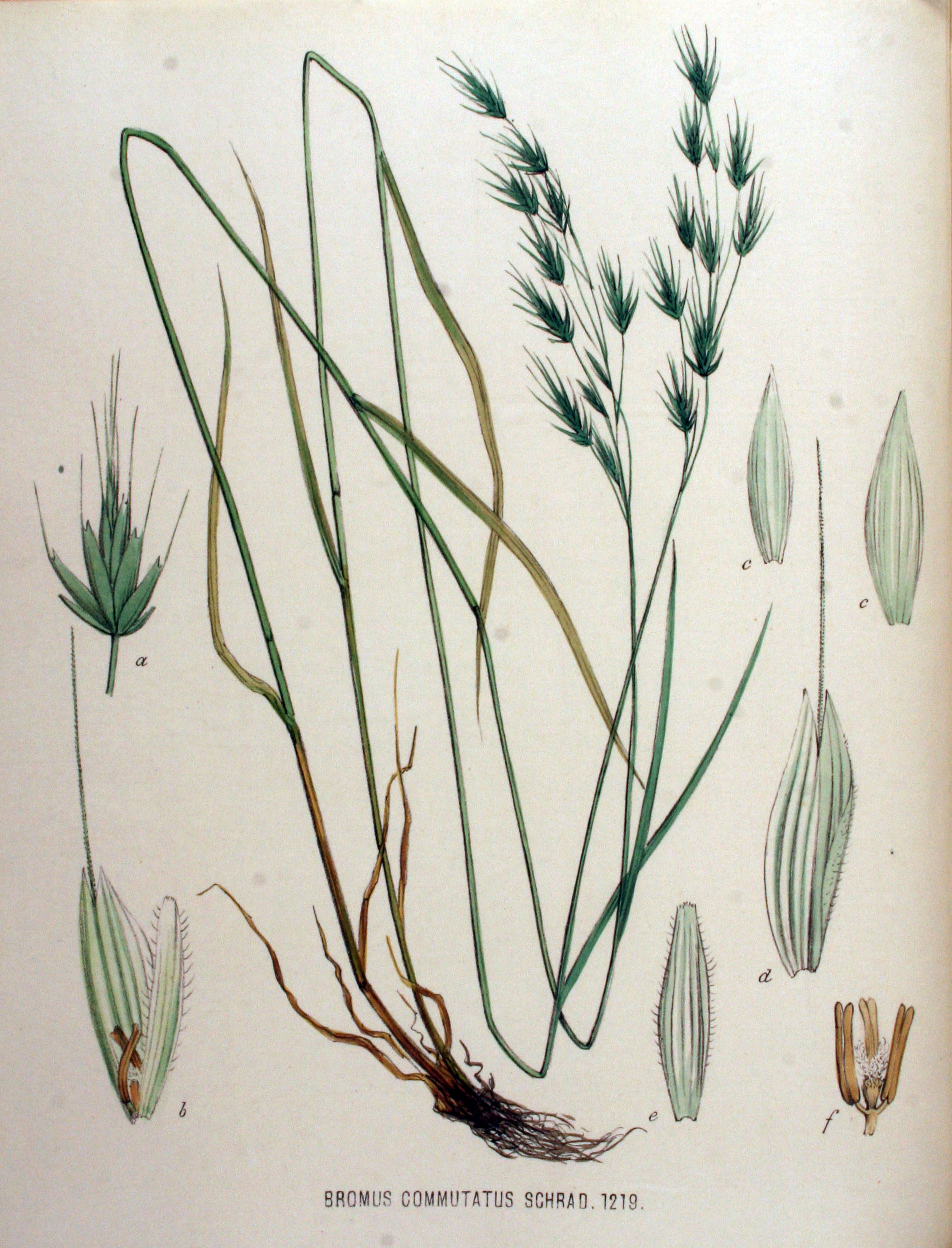
Illustration aus Flora Batava, Volume 16 der Wiesen-Trespe, Verwechselte Trespe (Bromus commutatus)

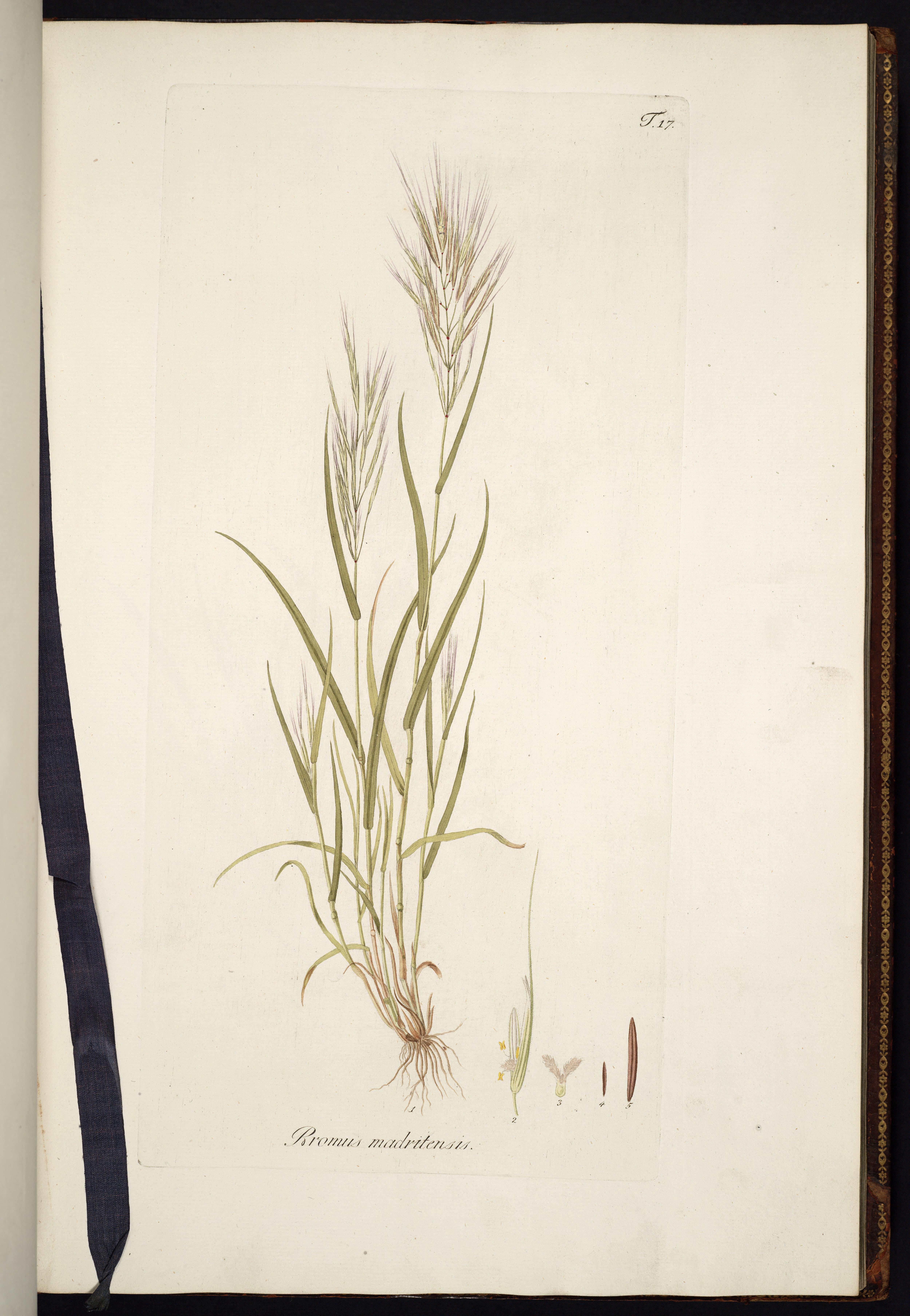
Illustration von Bromus madritensis

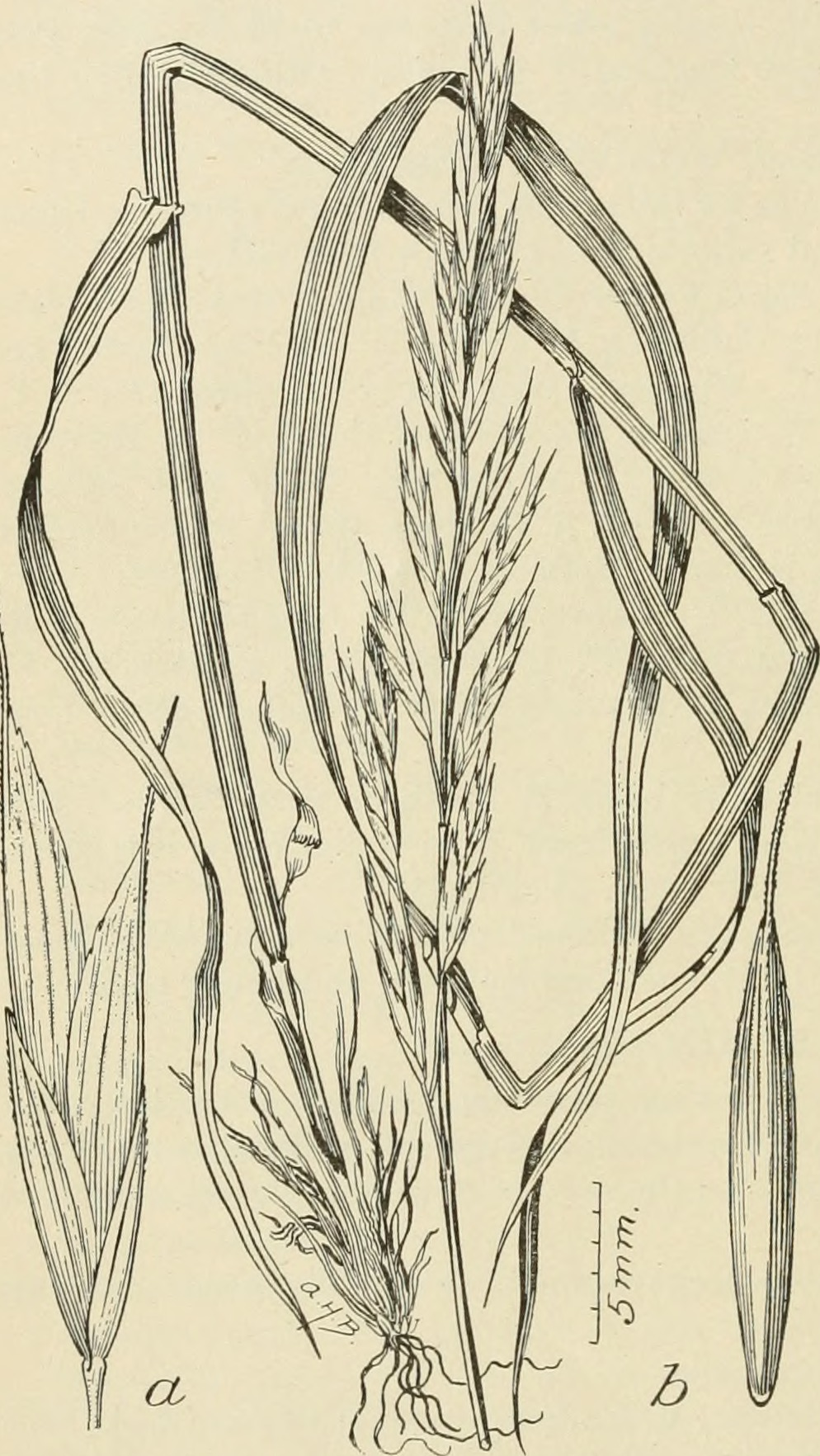
Illustration aus Bulletin (1895–1901), S. 223 von Bromus polyanthus

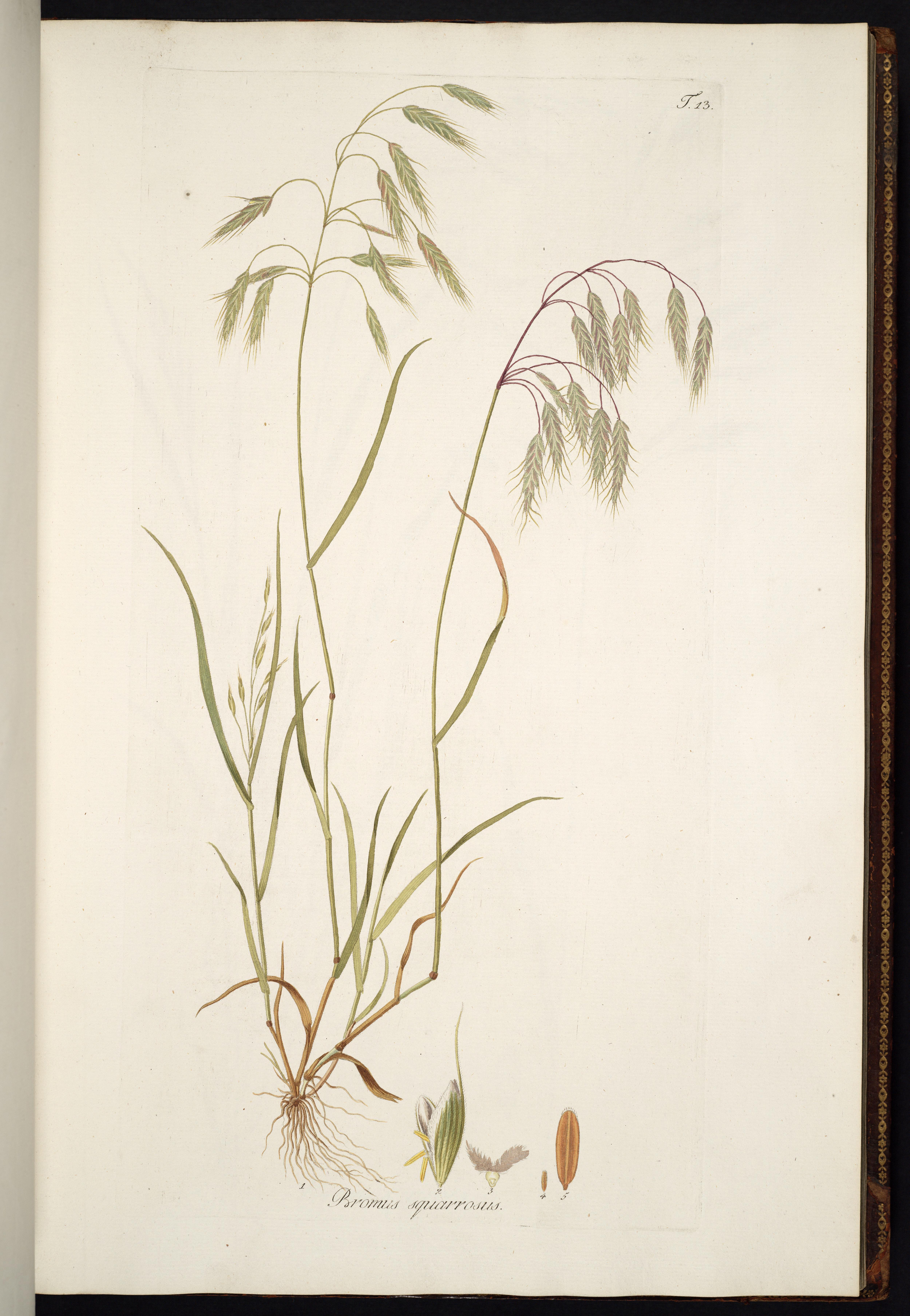
Illustration der Sparrigen Trespe (Bromus squarrosusL.)

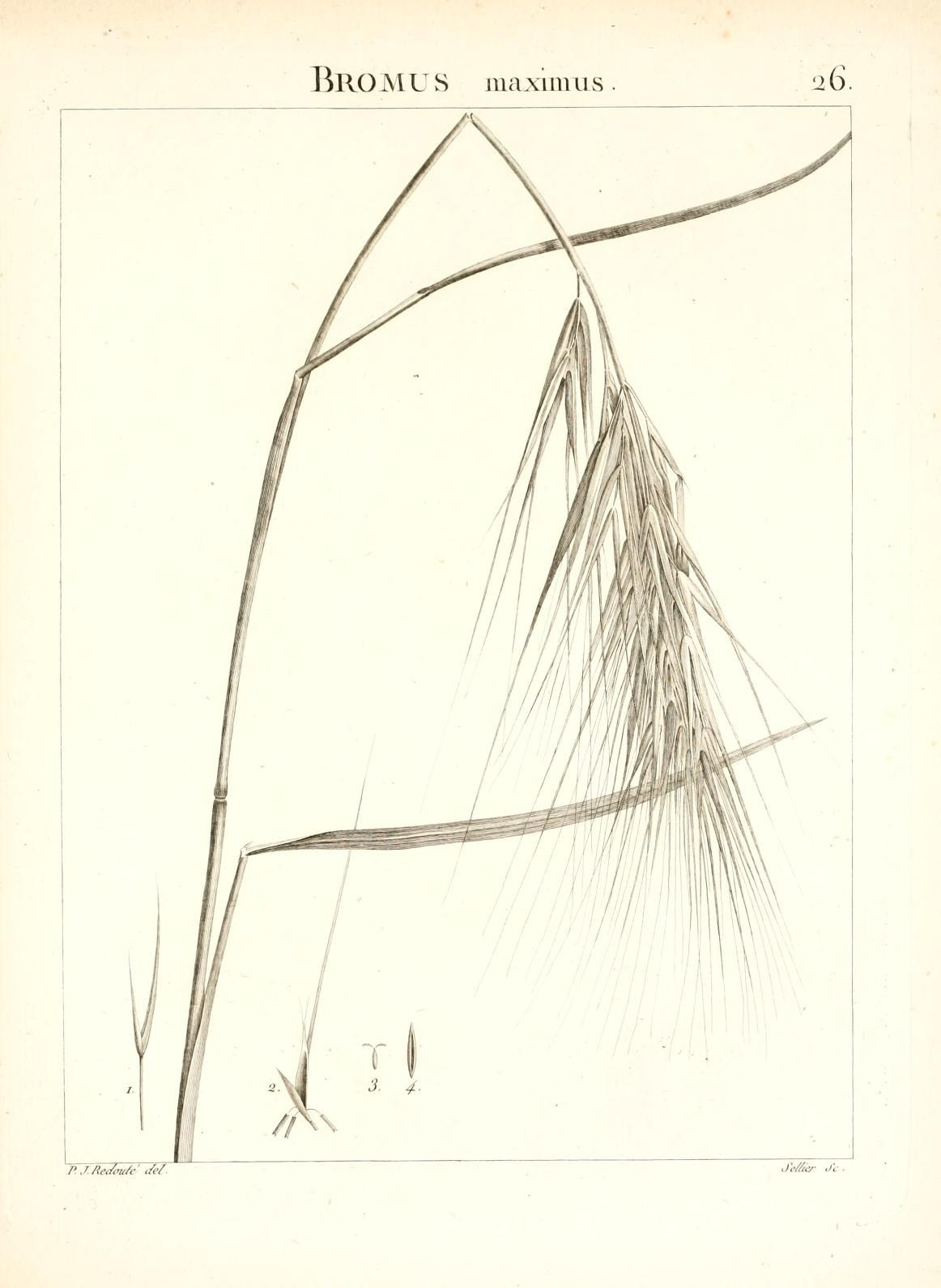
Illustration aus Flora Atlantica, sive, Historia plantarum quae in Atlante, agro Tunetano et Algeriensi crescunt, Tafel 26 der Steifen Trespe (Bromus rigidus)

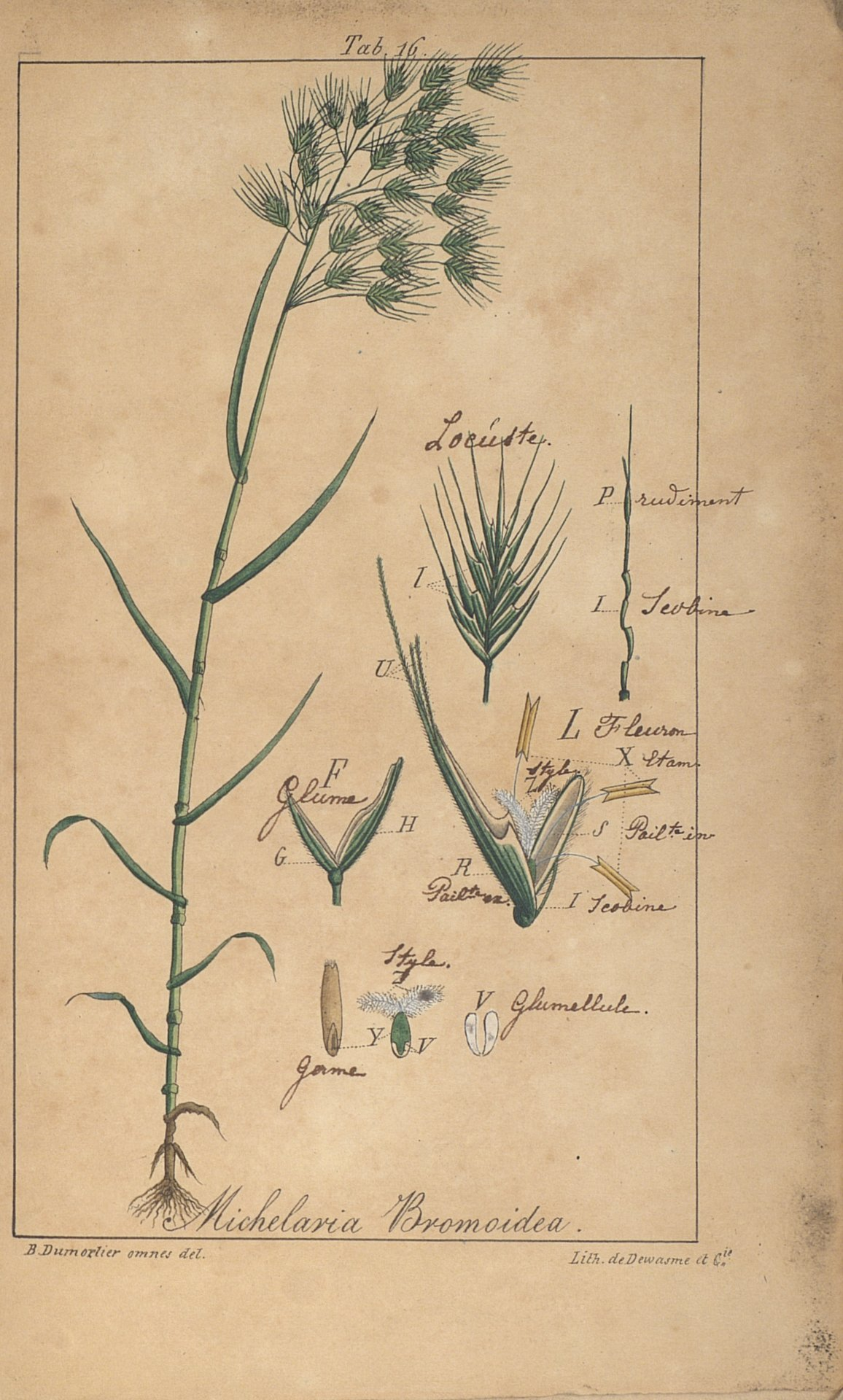
Illustration der Ardennen-Trespe (Bromus bromoideus)

### Vegetative Merkmale
Trespen-Arten sind einjährige, einjährig überwinternde oder ausdauernde krautige Pflanzen. Die einjährigen wachsen büschelig oder mit einzelnen Halmen, die ausdauernden sind rasen- oder horst-bildend. Selten kommen unterirdische Ausläufer vor. Die Halme stehen meistens aufrecht oder sind gekniet-aufsteigend, sie besitzen mehrere Knoten.
Die Blattscheiden sind fast bis oben verwachsen und sind meistens behaart. Das Blatthäutchen ist ein häutiger Saum. Die Blattspreiten sind in der Knospenlage gerollt, nur selten gefaltet. Später sind sie flach, behaart und können stängelumfassende Öhrchen besitzen.

### Generative Merkmale
Der meist rispige, manchmal traubige Blütenstand ist ausgebreitet oder zusammengezogen, aufrecht oder überhängend; er kann bis auf ein Ährchen reduziert sein. Die Rispenäste stehen in zwei Zeilen von der Hauptachse ab, sind verzweigt oder unverzweigt.
Die Ährchen bestehen aus mehreren bis vielen Blüten und sind meist seitlich zusammengedrückt. Die Blüten sind zwittrig, die obersten Blütchen sind häufig reduziert und steril. Die zwei Hüllspelzen sind meistens ungleich, kürzer als das Ährchen und haben einen dünnen Hautrand. Auf dem Rücken sind sie gerundet, seltener haben sie einen Kiel. Die äußere Hüllspelze ist ein- bis siebennervig, die innere ist drei- bis neunnervig (selten bis zu 13-nervig). Die Deckspelzen haben fünf bis sieben (selten bis zu 13) Nerven, sind häutig bis derb und haben einen dünneren Rand. Oben sind sie ganzrandig und spitz oder – meistens – eingekerbt. Meist tragen sie eine Granne, die leicht unterhalb des oberen Spelzenrandes oder an der Kerbe ansetzt. Die Vorspelzen haben zwei Nerven, sind meistens kürzer als die Deckspelzen, sind zart und auf den Kielen bewimpert. Es gibt drei, selten nur ein oder zwei Staubblätter, die Staubbeutel sind 0,5 bis 6 Millimeter lang. Zwei oder drei Fruchtblätter sind zum Fruchtknoten verwachsen. Der Stempel besitzt am oberen Ende ein häutiges, weißes, dicht behaartes Anhängsel, auch Nebenäste oder Stigmae genannt. Der Griffel ist sehr kurz und trägt lange, dicht federige Narben.
Zur Samenreife fallen die Blütchen einzeln aus, die Hüllspelzen bleiben stehen. Dazu zerfällt die Ährchenachse über den Hüllspelzen und zwischen den einzelnen Blütchen. Die Karyopse hat einen länglich-elliptischen Umriss. An der Spitze trägt sie ein häutiges, kurz behaartes Anhängsel. An der Nabelseite ist die Karyopse rinnig vertieft, an der Embryoseite abgerundet. Sie ist mit Deck- und Vorspelze verwachsen. Der Embryo ist ein Achtel bis ein Sechstel so lang wie die Frucht. Der Nabel ist linealisch und erstreckt sich fast über die ganze Länge der Frucht.

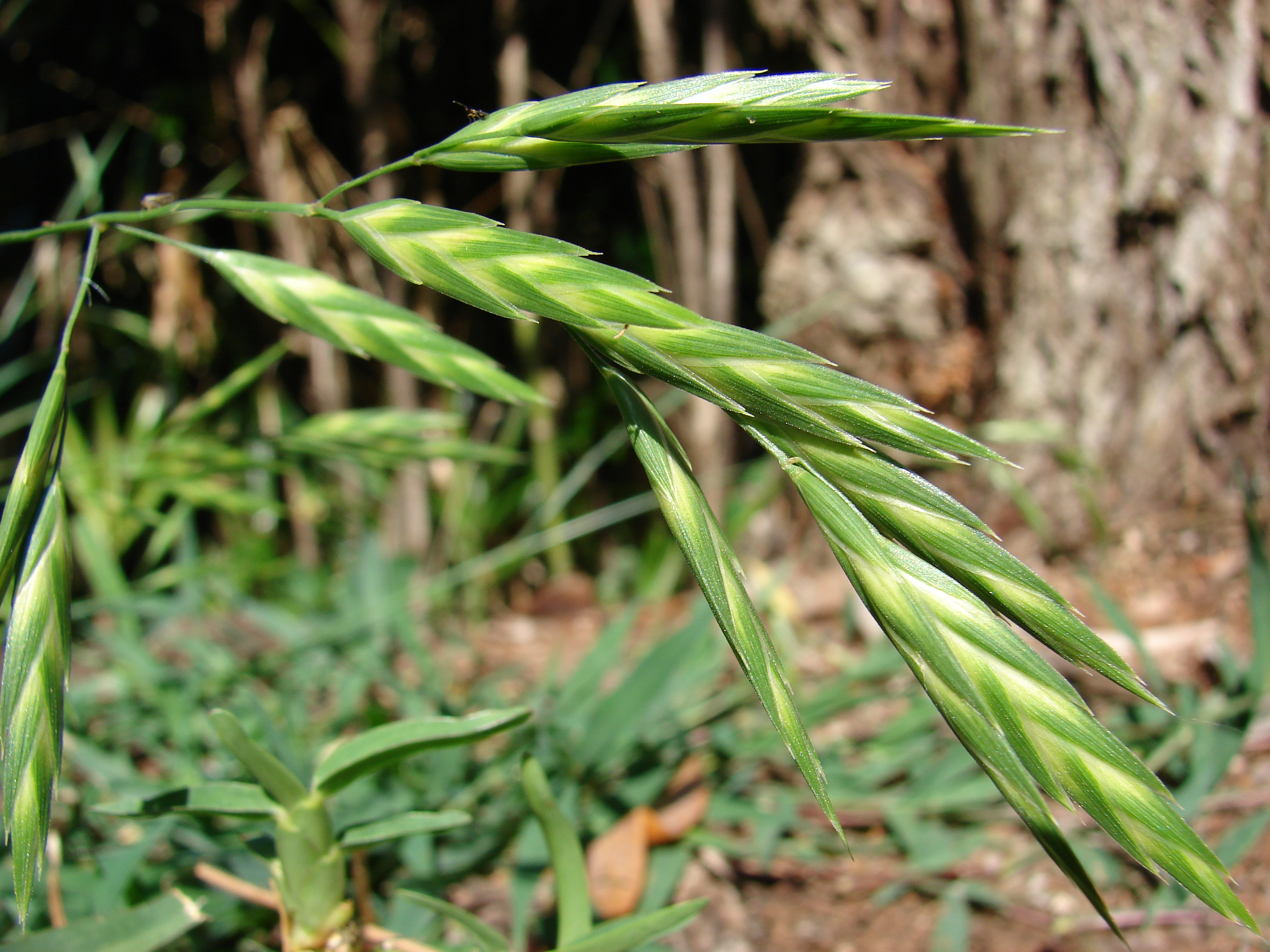
Blütenstand der Ährengrasähnlichen Trespe (Bromus catharticus)

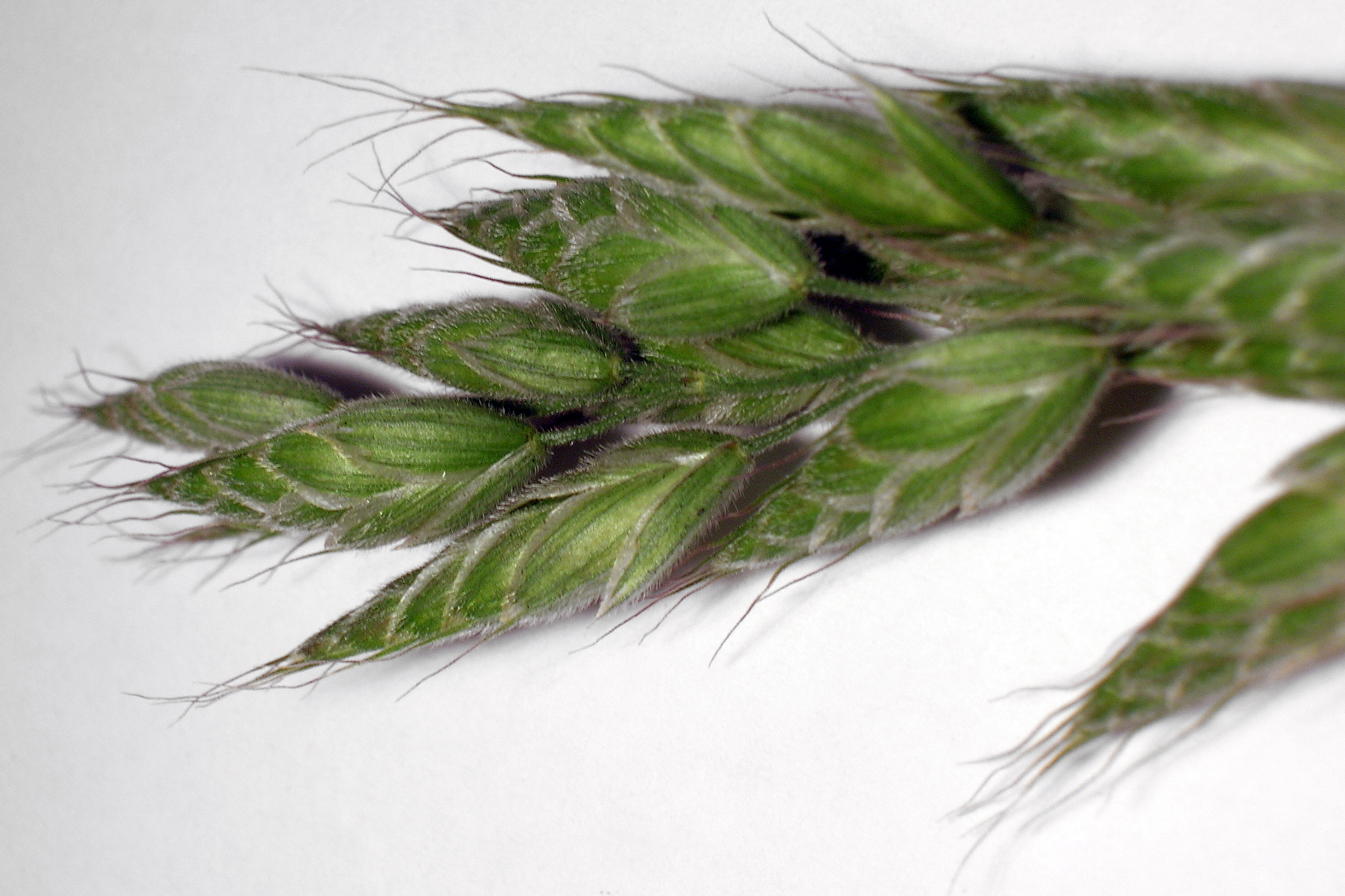
Ausschnitt eines Blütenstands der Wiesen-Trespe (Bromus commutatus)

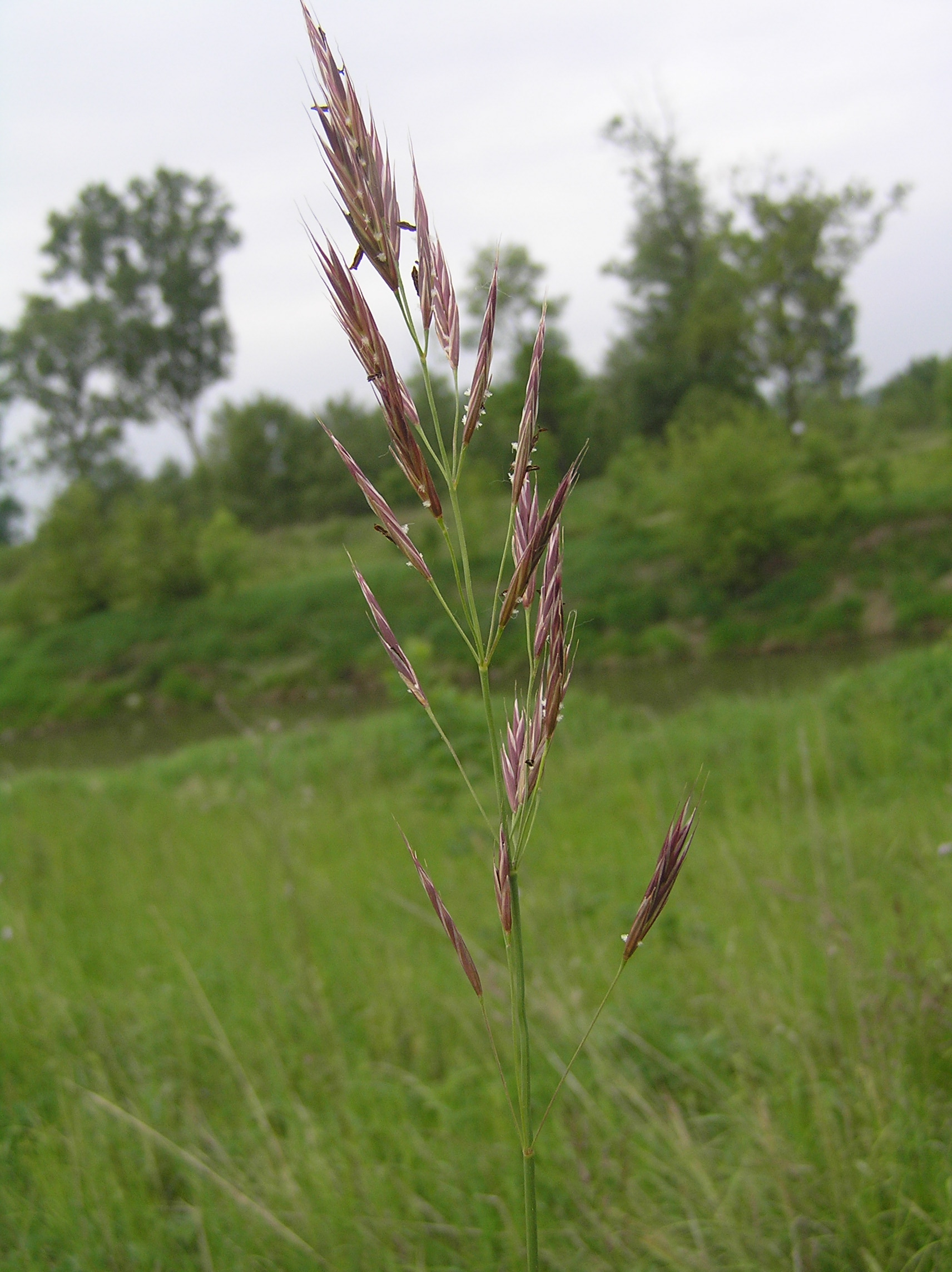
Aufrechte Trespe (Bromus erectus)

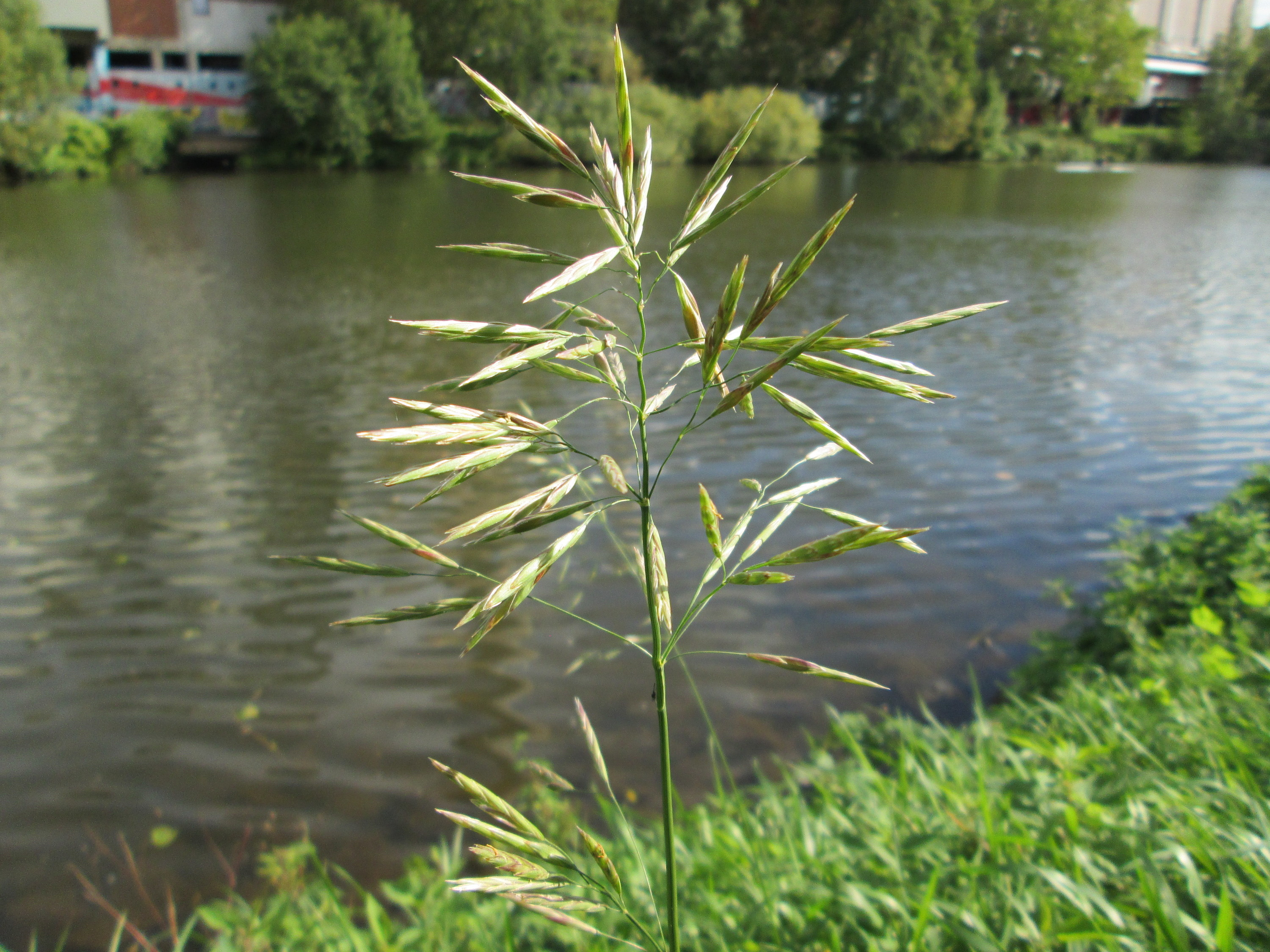
Unbegrannte Trespe (Bromus inermis)

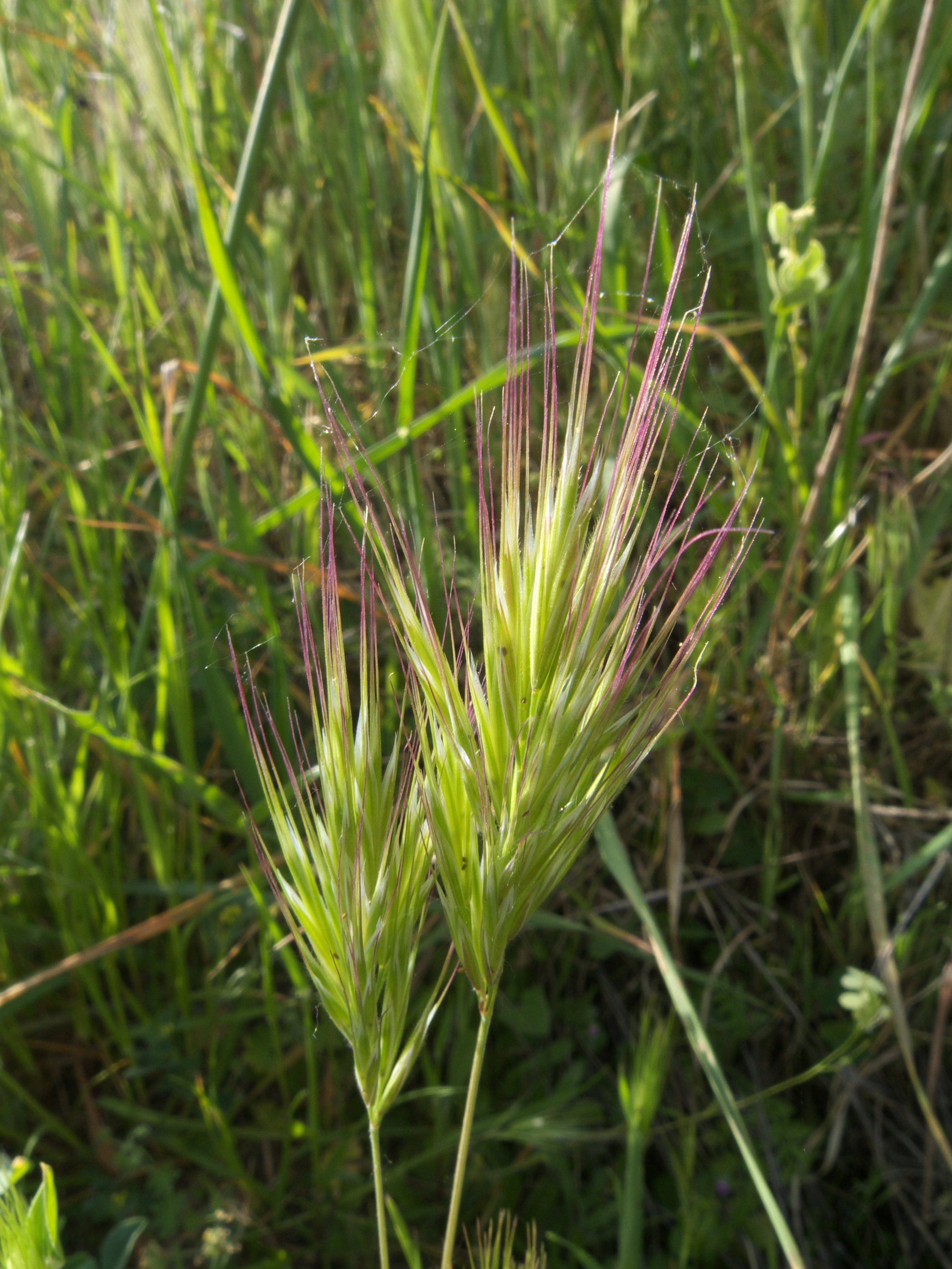
Fuchsschwanz-Trespe (Bromus rubens)

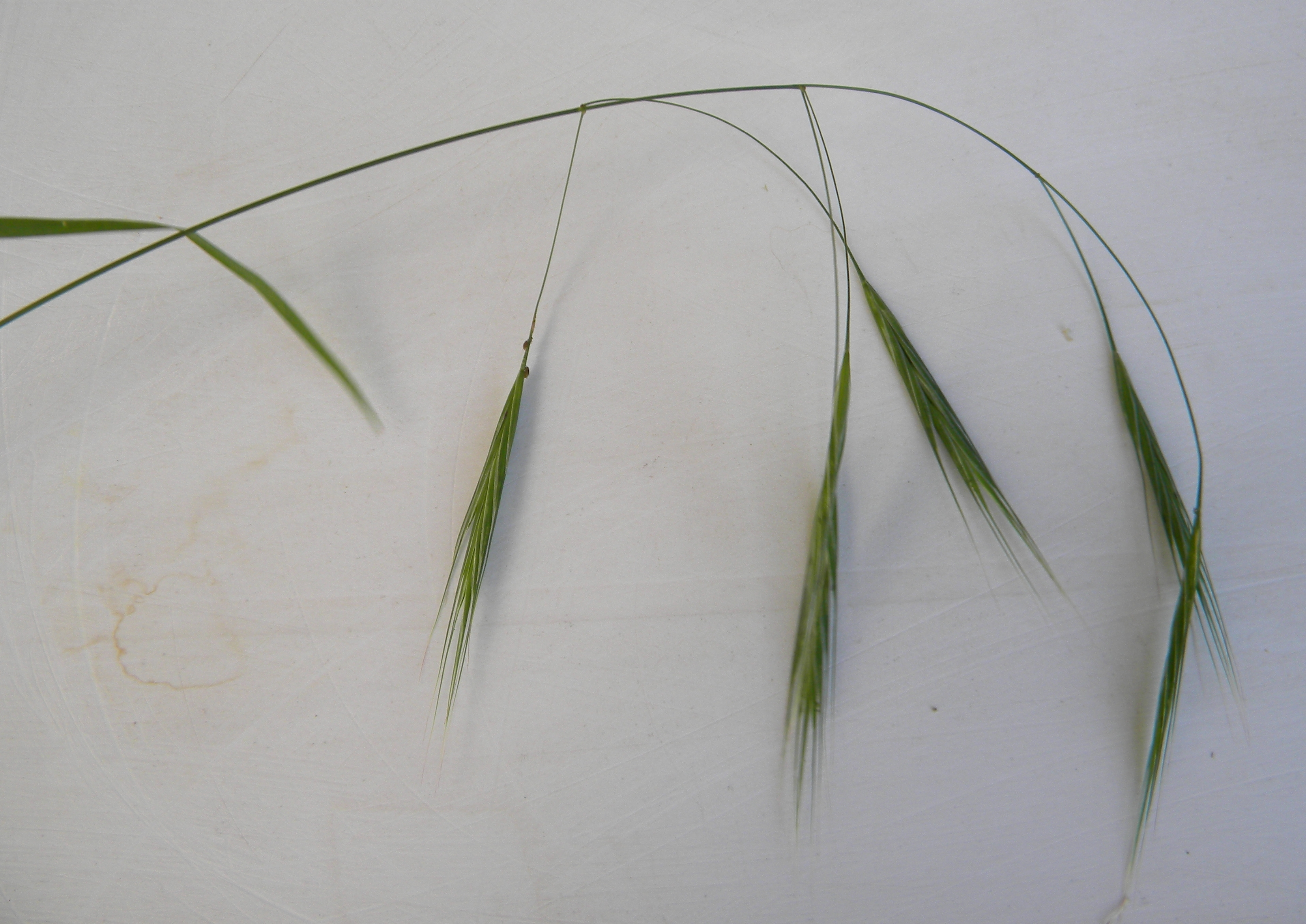
Taube Trespe (Bromus sterilis)

## Systematik

### Taxonomie
Die Gattung Bromus (von griechisch bromos) wurde 1753 durch Carl von Linné in Species Plantarum, Tomus I, Seite 76 aufgestellt. Bromus L. nom. cons. wurde konserviert mit einem konservierten Typus in Shenzhen ICN Art. 14.9 & App. III.

### Äußere Systematik
Die Gattung Bromus gehört zur Tribus Bromeae in der Unterfamilie Pooideae innerhalb der Familie Poaceae. Werden – wie in diesem Artikel – die manchmal als eigene Gattungen behandelten Zerna, Anisantha, Bromopsis und Ceratochloa als Sektionen in der Gattung Bromus belassen, so umfasst Bromus 150 bis 160 Arten und Naturhybriden.

### Arten und ihre Verbreitung
In der Gattung der Trespen (Bromus) gibt es bis zu 150 Arten:
- Bromus aegyptiacus Tausch: Dieser Endemit kommt nur im nördlichen Ägypten vor.[3]
- Bromus alopecuros Poir.: Sie kommen vom zentralen bis in den östlichen Mittelmeerraum vor.[3]
- Bromus andringitrensis A.Camus: Sie kommt nur in Madagaskar vor.[3]
- Bromus anomalus Rupr. ex E.Fourn.: Sie kommt von den südlichen-zentralen USA über Mexiko bis Zentralamerika vor.[3]
- Bromus araucanus Phil.: Sie kommt vom zentralen bis südlichen Chile und südliche Argentinien vor.[3]
- Bromus arenarius Labill.: Sie kommt vom südlichen bis südöstlichen Australien vor.[3]
- Bromus aristatus (K.Koch) Steud.: Sie kommt im Kaukasusraum vor.[3]
- Bromus arizonicus (Shear) Stebbins: Sie kommt von den südwestlichen bis südlichen USA und bis ins nordwestliche Mexiko vor.[3]
- Bromus armenus Boiss.: Sie kommt nur in der östlichen Türkei vor.[3]
- Bromus arrhenatheroides Baker: Sie kommt nur in Madagaskar vor.[3]
- Acker-Trespe[6] (Bromus arvensis L.): Sie kommt ursprünglich von Süd- und Osteuropa bis zum Iran vor.[3]
- Bromus attenuatus Swallen: Sie kommt nur im nordöstlichen Mexiko vor.[3]
- Bromus auleticus Trin. ex Nees: Sie kommt in Südamerika von Uruguay über das südliche Brasilien bis ins nördliche Argentinien vor.[3]
- Bromus ayacuchensis Saarela & P.M.Peterson: Sie wurde 2006 aus Peru erstbeschrieben.[3]
- Raue Wald-Trespe[6] (Bromus benekenii (Lange) Trimen, Syn.: Bromopsis benekenii (Lange) Holub): Sie ist von Nordafrika über Europa bis China verbreitet.[3][7]
- Bromus berteroanus Colla: Sie kommt in Südamerika von Ecuador, über Bolivien, Peru bis Chile sowie Argentinien und auf den Juan Fernández Inseln vor.[3]
- Bromus biebersteinii Roem. & Schult.: Sie kommt vom Kaukasusraum bis Afghanistan vor.[3]
- Bromus bikfayensis A.Camus & Gomb.: Sie ist nur im Libanon vor.[3]
- Bromus bonariensis Parodi & J.H.Camara: Sie ist nur im nordöstlichen Argentinien vor.[3]
- Bromus borianus H.Scholz: Sie ist nur im Iran vor.[3]
- Bromus brachyantherus Döll: Sie kommt in Südamerika von Bolivien, Uruguay über das südliche bis südöstlien Brasilien bis ins nördliche Argentinien vor.[3]
- Kurzährige Trespe[6] (Bromus brachystachys Hornung): Sie kommt in Westasien vor und ist in Deutschland ausgestorben.[3]
- Bromus brevis Steud.: Sie kommt in Argentinien vor.[3]
- Schlangen-Trespe[6] (Bromus briziformis Fisch. & C.A.Mey.): Sie kommt vom Kaukasusraum bis zum Nordiran vor. Sie ist in Nordamerika ein Neophyt.[3]
- Ardennen-Trespe[6] (Bromus bromoideus (Lej.) Crép.): Sie ist nur im nördlichen Frankreich, südlichen Belgien, in den Niederlanden sowie in Luxemburg vorgekommen und ist seit 1935 überall ausgestorben.[3]
- Plattährige Trespe[6] (Bromus carinatus Hook. & Arn., Syn.: Ceratochloa carinata (Hook. & Arn.) Tutin): Sie ist von Yukon über weite Teile Nordamerikas bis Zentralamerika verbreitet. Sie kommt auch Venezuela sowie Peru[3], auf den Britischen Inseln sowie in den Niederlanden als Neophyt vor.
- Bromus caroli-henrici Greuter (Syn.: Bromus alopecuros subsp. caroli-henrici (Greuter) P.M.Sm.): Sie kommt in Griechenland, auf Inseln der Ägäis, auf Kreta, Zypern, in der Türkei und im Gebiet von Syrien, Libanon, Isael und Jordanien vor.[8][3]
- Ährengrasähnliche Trespe[6] oder Pampas-Trespe (Bromus catharticus Vahl, Syn.: Bromus unioloides Kunth; Ceratochloa cathartica (Vahl) Herter[3]): Sie kommt in Südamerika vor. Beispielsweise in Nordamerika und in Südeuropa ist sie ein Neophyt.[3]
- Bromus cebadilla Steud.: Sie kommt auf den Juan-Fernández-Inseln und von Chile bis ins südliche Argentinien vor.[3]
- Bromus ceramicus Ohwi: Sie kommt nur auf den Molukken vor.[3]
- Bromus chrysopogon Viv.: Sie kommt vom südlichen und östlichen Mittelmeerraum vor.[3]
- Bromus ciliatus L.: Sie ist auf der Nordhalbkugel von der Inneren Mongolei, sowie der Mongolei über Russlands Fernem Osten sowie dem nördlichen Japan über die  Aleuten und vom subarktischen Nordamerika bis zu den USA verbreitet.[3]
- Bromus coloratus Steud.: Sie kommt von zentralen bis südlichen Chile und im südlichen Argentinien vor.[3]
- Wiesen-Trespe[6] oder Verwechselte Trespe (Bromus commutatus Schrad.): Sie kommt von Europa sowie Nordafrika bis zum Iran vor.[3]
- Dichtblüten-Trespe[6] (Bromus condensatus Hack.)[5] Sie wird von manchen Autoren auch zu Bromus erectus gestellt. Andere Autoren rechnen sie als Bromopsis condensata (Hack.) Holub zur Gattung Bromopsis.[8] Sie kommt in Frankreich, Italien, in der Schweiz, in Österreich, Slowenien, Kroatien und Albanien vor.[8][3]
- Bromus confinis Nees ex Steud.[3]
- Bromus danthoniae Trin.[3]
- Bromus densus Swallen[3]
- Großährige Trespe,[6] Hohe Trespe oder Gussone-Trespe (Bromus diandrus Roth): Sie kommt vom Mittelmeerraum bis zum Iran und auf der Arabischen Halbinsel vor.[3]
- Bromus dolichocarpus Wagnon[3]
- Bromus elidis H.Scholz[3]
- Bromus epilis Keng f.[3]
- Aufrechte Trespe[6] (Bromus erectus Huds., Syn.: Bromus transsilvanicus Steud., Bromopsis erecta (Huds.) Fourr.): Sie kommt in Westeuropa sowie Mitteleuropa bis zum Mittelmeerraum sowie bis zum Iran und kommt auch in Tibet vor. Sie ist in Nordamerika ein Neophyt.[3]
- Bromus exaltatus Bernh.[3]
- Bromus fasciculatus C.Presl[3]
- Bromus firmior (Nees) Stapf[3]
- Bromus flexuosus Planchuelo[3]
- Bromus formosanus Honda[3]
- Bromus frigidus Boiss. & Hausskn.[3]
- Bromus frondosus (Shear) Wooton & Standl.[3]
- Bromus gedrosianus Pénzes[3]
- Bromus gracillimus Bunge[3]
- Bromus grandis (Shear) Hitchc.[3]
- Dicke Trespe (Bromus grossus Desf. ex DC.); Heimat: Belgien, Frankreich, Deutschland, Schweiz, Österreich, Italien und Tschechien.[3] Sie ist durch die BArtSchV und durch die FFH-Richtlinie Anhang II und IV der Europäischen Union besonders geschützt.[9]
- Bromus gunckelii Matthei[3]
- Bromus haussknechtii Boiss.[3]
- Bromus himalaicus Stapf[3]
- Weiche Trespe[6] (Bromus hordeaceus L.): Die etwa vier Unterarten sind in Makaronesien, vom Mittelmeerraum bis zum gemäßigten Eurasien verbreitet. Sie ist in der Neuen Welt, in Hawaii, Japan, Australien und Neuseeland ein Neophyt.[3]
  - Bromus hordeaceus subsp. divaricatus (Bonnier & Layens) Kerguélen: Sie kommt in Makaronesien, in Marokko, Frankreich, Italien, auf Zypern, auf Inseln der östlichen Ägäis, und in der Türkei vor.[3]
  - Bromus hordeaceus L. subsp. hordeaceus
  - Bromus hordeaceus subsp. longipedicellatus Spalton: Sie wurde 2001 erstbeschrieben und kommt vom Nordwest- bis Mitteleuropa vor.[3]
  - Dünen-Trespe[6] (Bromus hordeaceus subsp. thominei (Hardouin) Braun-Blanq., Syn.: Bromus thominei Hardouin): Sie kommt auf den Azoren, an Küsten von Westeuropa bis zum Mittelmeerraum vor. Sie ist in Nordamerika ein Neophyt.[3]
- Bromus husainii P.Agnihotri & R.Yadav: Sie wurde 2021 aus Uttarakhand erstbeschrieben.[3]
- Bromus induratus Hausskn. & Bornm.[3]
- Unbegrannte Trespe[6] oder Wehrlose Trespe (Bromus inermis Leyss., Syn.: Bromopsis inermis (Leyss.) Holub): Sie kommt in gemäßigten Gebieten Eurasiens vor. Sie ist in der Neuen Welt, Südafrika und Australien ein Neophyt.[3]
- Bromus insignis Buse[3]
- Bromus intermedius Guss.[3]
- Bromus interruptus (Hack.) Druce[3]
- Japanische Trespe[6] (Bromus japonicus Thunb. ex Murray): Die etwa zwei Unterarten sind vom Mittelmeerraum bis zum gemäßigten Eurasien verbreitet. Sie ist in Nordamerika ein Neophyt.[3]
- Bromus kalmii A.Gray[3]
- Bromus kashmirensis P.Agnihotri & R.Yadav: Sie wurde 2022 aus dem westlichen Himalaya erstbeschrieben.[3]
- Bromus koeieanus Melderis[3]
- Bromus kopetdagensis Drobow[3]
- Bromus kozhevnikovii (Prob.) Chepinoga[3]
- Bromus laevipes Shear[3]
- Bromus lanatipes (Shear) Rydb.[3]
- Bromus lanatus Kunth[3]
- Langgrannige Trespe[6] (Bromus lanceolatus Roth, Syn.: Bromus macrostachys Desf.): Sie ist vom Mittelmeerraum bis zum nordwestlichen China sowie Pakistan verbreitet. Sie ist in Nordamerika und Südamerika ein Neophyt.[3]
- Bromus latiglumis (Shear) Hitchc.[3]
- Zierliche Trespe[6] (Bromus lepidus Holmb.): Sie ist vom nordwestlichen Europa, Mitteleuropa bis ins nordwestliche China verbreitet.[3]
- Bromus leptoclados Nees[3]
- Bromus lithobius Trin.[3]
- Bromus macrantherus (Hack. ex Trab.) Henriq.[3]
- Bromus macrocladus Boiss.[3]
- Mittelmeer-Trespe (Bromus madritensis L.). Sie kommt vom Mittelmeerraum bis Tibet und Eritrea sowie Makaronesien vor.[3]
- Bromus magnus Keng[3]
- Bromus mairei Hack. ex Hand.-Mazz.[3]
- Bromus malyschevii (N.V.Vlassova) Chepinoga[3]
- Bromus mango É.Desv.[3]
- Bromus marginatus Nees ex Steud.[3]
- Bromus maritimus (Piper) Hitchc.[3]
- Bromus maroccanus Pau & Font Quer[3]
- Bromus modestus Renvoize[3]
- Bromus moellendorffianus (Asch. & Graebn.) Hayek[3]
- Bromus moesiacus Velen.[3]
- Bromus moeszii Pénzes[3]
- Bromus morrisonensis Honda[3]
- Bromus musadoghanii Yıld.[3]
- Bromus natalensis Stapf[3]
- Bromus nepalensis Melderis[3]
- Bromus nottowayanus Fernald[3]
- Bromus orcuttianus Vasey[3]
- Bromus orientalis Behçet & Yapar: Sie wurde 2021 aus dem asiatischen Teil der Türkei erstbeschrieben.[3]
- Bromus oxyodon Schrenk[3]
- Bromus pacificus Shear[3]
- Ungarische Trespe (Bromus pannonicus Kumm. & Sendtn., Syn.: Bromopsis pannonica (Kumm. & Sendtn.) Holub): Die zwei Unterarten kommen nur von der Slowakei bis Rumänien vor.[3]
- Bromus parodii Covas & Itria[3]
- Bromus paulsenii Hack.[3]
- Bromus pectinatus Thunb.[3]
- Bromus pellitus Hack.[3]
- Bromus picoeuropeanus Acedo & Llamas: Sie wurde 2019 aus dem nordwestlichen Spanien erstbeschrieben.[3]
- Bromus pinetorum Swallen[3]
- Bromus pitensis Kunth[3]
- Bromus plurinodis Keng[3]
- Bromus polyanthus Scribn. ex Shear[3]
- Bromus porphyranthos Cope[3]
- Bromus porteri (Coult.) Nash[3]
- Bromus psammophilus P.M.Sm.[3]
- Bromus pseudobrachystachys H.Scholz[3]
- Bromus pseudolaevipes Wagnon[3]
- Bromus pseudoramosus Keng f. ex L.Liu[3]
- Falsche Roggen-Trespe[6] (Bromus pseudosecalinus P.M.Sm.): Sie kommt in Großbritannien, Irland, Frankreich und Deutschland vor.[3]
- Bromus pubescens Muhl. ex Willd.[3]
- Bromus pulchellus Fig. & De Not.[3]
- Bromus pumilio (Trin.) P.M.Sm.[3]
- Bromus pumpellianus Scribn.[3]
- Trauben-Trespe[6] oder Traubige Trespe (Bromus racemosus L.): Sie kommt auf den Azoren und von Europa bis China vor.[3]
- Gewöhnliche Wald-Trespe[6] (Bromus ramosus Huds., Syn.: Bromopsis ramosa (Huds.) Holub): Sie ist von Europa bis zum Iran, von Tibet bis zum indischen Subkontinent verbreitet.[3]
- Bromus remotiflorus (Steud.) Ohwi[3]
- Bromus richardsonii Link[3]
- Steife Trespe (Bromus rigidus Roth, Syn.: Anisantha rigida (Roth) Hyl.): Sie ist in Makaronesien sowie im Mittelmeerraum, von Ungarn bis zu Iran verbreitet.[3]
- Siebenbürgen-Trespe[6] (Bromus riparius Rehmann, Syn.: Bromus transsilvanicus Schur non Steud.): Sie kommt in Norditalien auf der Balkanhalbinsel sowie Rumänien vor.[3]
- Fuchsschwanz-Trespe[6] (Bromus rubens L.): Die zwei Unterarten sind auf den Kanarischen Inseln, vom Mittelmeerraum bis zur Sahara, vom Kaukasusraum bis Zentralasien und Afghanistan weitverbreitet.[3]
- Bromus salangensis Naderi: Sie wurde 2013 aus Afghanistan erstbeschrieben.[3]
- Bromus sclerophyllus Boiss.[3]
- Gedrungene Trespe[6] (Bromus scoparius L.): Sie ist vom Mittelmeerraum bis zum nordwestlichen China und nordwestlichen Indien weitverbreitet.[3]
- Bromus scopulorum Chase[3]
- Roggen-Trespe[6] (Bromus secalinus L.): Sie ist von Europa bis zum Iran und von Sibirien bis China verbreitet. Sie ist in Nordamerika ein Neophyt.[3]
- Bromus segetum Kunth[3]
- Bromus setifolius J.Presl[3]
- Bromus sewerzowii Regel[3]
- Bromus sinensis Keng f.[3]
- Bromus sipyleus Boiss.[3]
- Bromus sitchensis Trin.[3]
- Bromus speciosus Nees[3]
- Sparrige Trespe[6] (Bromus squarrosus L.): Sie kommt von Mitteleuropa[8] bis zur Mongolei und vom Mittelmeerraum bis zum Iran vor.[3] Sie ist in Nordamerika und Chile ein Neophyt.[3]
- Bromus staintonii Melderis[3]
- Bromus stenostachyus Boiss.[3]
- Taube Trespe[6] (Bromus sterilis L.): Sie ist in Europa und im Mittelmeerraum bis Zentralasien verbreitet. Sie ist in der Neuen Welt, Australien und Neuseeland ein Neophyt.[3]
- Bromus striatus Hitchc.[3]
- Bromus suksdorfii Vasey[3]
- Bromus sundaicus Ohwi[3]
- Bromus syriacus Boiss. & C.I.Blanche[3]
- Dach-Trespe[6] (Bromus tectorum L.): Sie ist vom Mittelmeerraum bis China und zur Arabischen Halbinsel, Europa bis zur Mongolei verbreitet.[3][7] Sie ist in der Neuen Welt, Grönland, Australien, den Philippinen, Neuseeland und Hawaii ein Neophyt.
- Bromus texensis (Shear) Hitchc.[3]
- Bromus timorensis Veldkamp[3]
- Bromus tomentellus Boiss.[3]
- Bromus tomentosus Trin.[3]
- Bromus tunicatus Phil.[3]
- Bromus tyttholepis (Nevski) Nevski: Sie kommt in Zentralasien vor.[3][7]
- Bromus variegatus M.Bieb.: Sie kommt vom asiatischen Teil der Türkei über Kaukasien bis Tibet vor.[3][7]
- Bromus villosissimus Hitchc.: Sie kommt von Bolivien bis Peru vor.[3]
- Bromus vulgaris (Hook.) Shear: Sie ist im westlichen Nordamerika in Kanada und in den USA verbreitet.[3]